# 人身保護令
人身保護令（拉丁語：Habeas Corpus， /heɪbiːəs ˈkɔrpəs/，中世纪拉丁文，字面意思为：“有身体”、“现身”；法律意思为：我們法庭命令你向我们呈现（被拘押者）本人” ）是普通法系中对抗非法拘禁的补救措施，使人有机会向法庭控诉并请求法庭命令被拘押者之看管人（通常为监狱官员）將被拘押者交送至法庭審查，以決定該人的拘押是否合法。
威廉·布莱克斯通描述其为“适用于各种非法拘禁的伟大而有效的令状”。这是具有法院命令效力的传票；它是写给看管人（例如监狱官员）的，要求将囚犯带到法庭，并要求看管人出示授权证明，以便法庭确定看管人是否具有拘禁囚犯的合法权力。如果看管人越权，则囚犯必须获释。任何囚犯或为其奔走的其他人都可以向法院或法官请求人身保护令。囚犯以外的人寻求令状的一个原因是被拘禁者可能被与外界隔离。大多数大陆法系司法管辖区为非法拘禁者提供类似的补救措施，但不总是被称为Habeas Corpus。 例如，在一些西班牙语国家，非法监禁的等效补救措施是“amparo de libertad”（保护自由）。
長期以來，人身保護令一直被認為是保護主體自由的最有效手段。英國法學家戴雪寫道，《英國人身保護令法》“沒有宣布任何原則，也沒有定義任何權利，但出於實際目的，它們值得擁有一百項保障個人自由的憲法條款”。

## 歷史
人身保護令源自中世紀的英國。遠在公元十二世紀亨利二世為英格蘭王時便有簽發類似效用的法庭手令。據邱吉爾所述，亨利二世給予人民接受皇室裁判的機會。倘若有人被貴族法庭所拘押，英王可以向貴族發出手令，將受押者交予皇室法庭，受英王的審判。至1640年英國首次通過人身保護的法例。1679年正式通過的人身保護條例定下簽法保護令的細節。人身保護令除了可向政府發出外，亦可向私人發出。1771年英國曾向被拘押的奴隸發出人身保護令，並下令將該奴隸釋放。

## 實行情況

### 英國
在英國的歷史內，要求人身保護令的權利曾數次被暫停或受限。在兩次世界大戰及處理北愛爾蘭問題時，只要合乎國會法令，一般人仍然可以以维护国家稳定等诸多名义被無限期拘押而不獲審判。

### 美國
在美國，人身保護令被視為憲法重要的一環。美國憲法內第一章第九段明確訂明人身保護的權利不能被暫緩，除非在叛亂或被入侵下，保護公眾安全所需而為之。
在美國內戰期間，及內戰後的重建期內，人身保護令曾經一度在行政命令下暫停。林肯總統在1861年暫停在馬里蘭州及部分中西部州份停止執行人身保護令。他的命令雖然曾被聯邦法院判為非法，但林肯並沒有理會。在2001年以後的反恐戰爭中，美國總統下令將懷疑為恐怖份子的非美國公民非法戰鬥人員無限期拘留。不少法律學者認為這種做法違反給予人身保護令的權利。

### 香港
法律体系是普通法系。在1997年以前，英國本土的人身保護條例透過《英國法律應用條例》，在香港生效。1997年7月1日之後，人身保護令可由高等法院根據香港法例第4章第22A條發出。

### 澳門
澳門受葡萄牙法律影響，採用歐陸法系，但澳門《刑事訴訟法典》有人身保護令的相關規定，由終審法院處理。相關案例有2008年澳門人身保護令案。

### 中華民國
中華民國雖採欧陆法系，但在1931年《中華民國訓政時期約法》第8條第2項即規定「人民因犯罪嫌疑被逮捕拘禁者，其執行或拘禁之機關，至遲於二十四小時內移送審判機關審問，本人或他人並得依法請求於二十四小時內提審。」1935年制定《提審法》，並落實於1946年《中華民國憲法》第8條條文中。遭執法機關逮捕拘禁者得聲請該管法院提審，稱之為「提審權」。除現行犯外，人民因犯罪嫌疑被逮捕拘禁時，依據憲法第8條第2、3項規定程序如下：
- 本人或他人亦得聲請該管法院，於24小時內向逮捕之機關提審。（聲請提審）
- 法院對於提審聲請，不得拒絕，並不得先令逮捕拘禁之機關查覆。逮捕拘禁之機關，對於法院之提審，不得拒絕或遲延。（強制提審）

另外，在實務上《提審法 （habeas corpus act）》立法先於憲法存在，提審對象並不區分是否因犯罪嫌疑被逮捕拘禁者；司法院釋字第710號解釋理由書亦指出刑事被告與非刑事被告之人身自由限制，在目的、方式與程序上均有差異，惟仍應予即時司法救濟之機會，始符合憲法第8條第1項正當法律程序之意旨。
由於《提審法》舊制設定前提為非法逮捕拘禁時，法官通常見條件不符直接以書面駁回。修法後新制刪除「非法」字眼，規定法官必須受理；若聲請提審遭駁回，可在10天內向上級法院提起抗告，如又駁回則不得再抗告。

## 国际人权标准
《世界人权宣言》第3条规定，“人人有生命权、人身自由权和人身安全权”。 《欧洲人权公约》第5条更进一步，呼吁被拘留者有权质疑其拘留；其第5.4条规定：“任何因逮捕或拘留而被剥夺自由的人都有权提起诉讼，由法院迅速裁定拘留的合法性，如果拘留不合法，则命令释放。”

## 参閱
- 公民自由

## 外部連結
- 香港法例第4章22A條Archive.today的存檔，存档日期2012-12-18
- 人身保護狀--中華大百科全書（页面存档备份，存于）
- 提審法新制度 - 司法院 （页面存档备份，存于）